# トルン委員会
トルン委員会（トルンいいんかい、1981年1月6日 - 1985年1月5日）は、ガストン・トルンを委員長とする欧州委員会。

## 業績
トルン委員会はジェンキンス委員会の任期満了を受け発足し、その後ドロール委員会に引き継がれている。欧州共同体 (EC) の拡大を加速させ、ギリシャ、スペイン、ポルトガルが加盟し、一方で1985年には単一欧州議定書の締結・発効にむけて取り組んでいた。

## 委員
| 担当分野                                                       | 出身国         | 委員 |
| -------------------------------------------------------------- | -------------- | --- |
| 委員長                                                         | ルクセンブルク | ガストン・トルン                                                                                                |
| 委員長代理 人事・総務、統計局、出版局担当                      | アイルランド   | リチャード・バーク （1982年にマイケル・オケネディがアイルランド総選挙に立候補するため辞任したことを受けて就任） |
| 対外関係、原子力問題担当                                       | 西ドイツ       | ヴィルヘルム・ハファーカンプ                                                                                    |
| 副委員長 予算・金融監督・金融制度、税制担当                    | イギリス       | クリストファー・チューゲンハット                                                                                |
| 産業・エネルギー担当                                           | ベルギー       | エティエンヌ・ダヴィニョン                                                                                      |
| 地中海政策、拡大、情報担当                                     | イタリア       | ロレンツォ・ナタリ                                                                                              |
| 副委員長 経済・通貨問題担当                                    | フランス       | フランソワ＝グザヴィエ・オルトリ                                                                                |
| 地域政策・共同体基金担当                                       | イタリア       | アントニオ・ジョリッティ                                                                                        |
| 開発（1981年5月まで）                                          | フランス       | クロード・シェソン                                                                                              |
| 開発（1981年5月以降）                                          | フランス       | エドガール・ピサーニ （1981年にクロード・シェソンがフランスの外務大臣に指名されたことを受けて交代）             |
| 農業、漁業担当                                                 | デンマーク     | フィン・オラフ・グンデラック                                                                                    |
| 農業、漁業担当                                                 | デンマーク     | ポール・ダルサガー （1981年のフィン・グンデラックの死去を受けて就任）                                           |
| 域内市場、産業革新、関税同盟、環境、消費者保護、原子力安全担当 | 西ドイツ       | カール＝ハインツ・ナルエス                                                                                      |
| 運輸、漁業、観光関連調整担当                                   | ギリシャ       | ギオルゴス・コントゲオルギス                                                                                    |
| 人事・総務・統計局担当                                         | アイルランド   | マイケル・オケネディ （1982年まで）                                                                             |
| 雇用・社会問題担当                                             | イギリス       | アイヴァー・リチャード                                                                                          |
| 欧州議会、競争担当                                             | オランダ       | フランス・アンドリーセン                                                                                        |

### 委員の政治傾向
上記表中を色で分けているのは各委員の政治傾向を示す。それぞれ以下の通りである。
| 政治傾向     | 委員の数 |
| ------------ | -------- |
| 右派・保守   | 6        |
| リベラル     | 1        |
| 左翼・革新   | 4        |
| 不明・無所属 | 6        |